# Middle England (Roman)
Middle England ist ein im Jahr 2018 bei Viking erschienener Roman von Jonathan Coe. Es ist der dritte Band einer Trilogie nach The Rotters’ Club (2001) und The Closed Circle (2004). Der Roman beschreibt die Erfahrungen der Hauptpersonen der vorangegangenen Bücher vor dem Hintergrund der Vorgänge vor, während und nach dem Brexit-Referendum.

## Hauptpersonen
- Benjamin Trotter lebt zu Beginn des Romans in einer alten Mühle in Shropshire, die er aus den vor der Finanzkrise erzielten Erlösen aus dem Verkauf einer Wohnung in London erworben hat. Seit den Ereignissen des Vorgängerromans Klassentreffen ("The Closed Circle"), spricht er nicht mehr mit seinem Bruder Paul. Seit dreißig Jahren arbeitet er an demselben Buch, dessen zentraler Punkt seine gescheiterte Liebe zu Cecily ist.
- Colin Trotter lebt nach dem Tod seiner Frau Sheila allein im Haus der Familie. Colin hat früher als Industriearbeiter für den inzwischen aufgelösten britischen Automobilhersteller British Leyland gearbeitet. Seine Rolle illustriert die psychischen Effekte und den physischen Verfall am Ende eines Lebens und ist Sinnbild des industriellen Abstiegs Großbritanniens.
- Lois Potter (Schwester von Benjamin Trotter) leidet unter den Spätfolgen ihres bei den Bombenanschlägen von Birmingham erlittenen Traumas, bei denen ihr damaliger Verlobter ums Leben kam. Sie lebt von ihrem Mann Christopher getrennt und spürt auch keine innere Verbindung mehr zu ihm, kann sich aber nicht zu einer Beendigung der Beziehung durchringen.
- Christopher Potter lebt von seiner Frau Lois getrennt und ist glücklich, als seine Tochter Sophie beschließt, vorübergehend wieder bei ihm einzuziehen.
- Sophie Potter arbeitet als Dozentin für Kunstgeschichte. Zu Beginn des Romans muss sie infolge einer Geschwindigkeitsüberschreitung an einer Nachschulung teilnehmen. Dabei verliebt sie sich in einen der Fahrlehrer, den sie schließlich heiratet.
- Ian ist Fahrlehrer. Er lernt Sophie bei einer seiner Schulungen kennen und heiratet sie später. Als eine von ihm erwartete Beförderung an eine aus Asien stammende Kollegin geht, fühlt er sich zurückgesetzt, was sein Abstimmungsverhalten beim Brexit-Referendum prägt.
- Helena ist Ians Mutter. Ihre politischen Ansichten führen zu Spannungen mit ihrer Schwiegertochter Sophie und in geringerem Umfang auch mit ihrem Sohn. Sie ist Euroskeptikerin und für einen Immigrationsstopp. An einem Punkt erklärt sie ihre Übereinstimmung mit den ausländerfeindlichen Ansichten, die Enoch Powell 1968 in seiner berüchtigten Ströme von Blut-Rede im Vorfeld des EG-Beitritts von Großbritannien äußerte.
- Douglas (Doug) Anderton ist ein linksorientierter Journalist, der für den Guardian und andere Zeitungen Meinungskolumnen schreibt. Obwohl in einer stramm sozialistischen Familie aufgewachsen, lebt er im bürgerlichen Stadtteil Chelsea und ist mit einer reichen Erbin verheiratet. Er besuchte in den 1970er Jahren dieselbe Schule wie Benjamin und Philip.
- Philip Chase ist ein guter Freund von Benjamin und Doug, mit denen er gemeinsam die weiterführende Schule besucht hat. Philip hat einen eigenen Verlag, dessen Kerngeschäft Kunstbücher mit Archivbildern englischer Städte darstellt. Er unterstützt Benjamin durch die Veröffentlichung seines Buches.
- Charlie Chappell ist ein Freund Benjamins aus Kindheitstagen. Obwohl er eine andere weiterführende Schule besuchte und damit über viele Jahre nicht mehr zum direkten Umfeld von Benjamin gehört, beleben sie ihre Freundschaft als Erwachsene wieder. Charlie arbeitet als Kinderclown.
- Ronald Culpepper besuchte dieselbe Abschlussklasse wie Benjamin, Doug und Philip in der King William’s School. Zu diesem Zeitpunkt äußerte er rassistische Ansichten über schwarze Klassenkameraden. Im Zeitraum der aktuellen Handlungen ist er der Kopf einer rechtsgerichteten Denkfabrik zur Stärkung des englischen Nationalismus.
- Sohan ist Sophies aus Sri Lanka stammender Arbeitskollege. Sophie nimmt an der Eheschließung mit seinem Partner Mike und der nachfolgenden Hochzeitsfeier teil.

Andere Personen aus Coes früheren Werken tauchen ebenso erneut auf, wie der Autor Lionel Hampshire und seine Assistentin Hermione (aus der Kurzgeschichte Canadians Can't Flirt, enthalten in Tales from a Master’s Notebook), während Charaktere aus The Rotters’ Club und The Closed Circle wie Cicely Boyd und Paul Trotter nur in der Retroperspektive erwähnt werden.

## Entstehungsgeschichte
In der Anmerkung des Autors am Ende des Buches erläutert Coe, dass zwei Hauptinspirationen seinen Wunsch bestimmt haben, die Hauptfiguren früherer Werke neu zu beleben.
Nach einem Interview mit der Schriftstellerin Alice Adams, in dem sie sein Werk The Closed Circle lobte, trat er in Korrespondenz mit ihr. Ihr „Enthusiasmus“ überzeugte ihn, beiseite gelegte Charaktere neu zu beleben. Nach einem Besuch einer Theater-Adaption seines Werkes The Rotters Club durch Richard Cameron wurde ihm die Bedeutung der Geschwisterbeziehung von Benjamin und Lois für seine Buchreihe klar, was in ihm den Wunsch erweckte, diese Charaktere weiterzuentwickeln.
Darüber hinaus gibt Coe an, dass die Figur Emily Shamma nach einer Frau benannt ist, die sich im Rahmen einer Benefizaktion erfolgreich darum beworben hatte, mit einer Person unter ihrem Namen im nächsten Buch Coes eine Rolle zu spielen.
In einem Artikel, den der Autor einige Tage vor Veröffentlichung des Romans für den Guardian schrieb, gab er an, dass „er ein eindrückliches wie spezifisches Gefühl für die Beschaffenheit des englischen öffentlichen Lebens der letzten acht Jahren vermitteln wollte“. Obwohl er Zweifel hatte, ob dies die Langlebigkeit seines Romans beeinträchtigen würde, kam er letztendlich zu dem Entschluss, dass es für Schriftsteller wichtig sei, einen Blick auf Ereignisse der Gegenwart zu richten, da ihr Werk damit eine „lebendige Grundlage für den Versuch sei, das Geschehene zu verstehen“.

## Rezeption
Alex Preston, der für den Guardian schreibt, hatte den Eindruck, dass Coes Verwendung von Charakteren, die mehrere Generationen und den Zeitraum fast eines ganzen Jahrzehnts umfassen, ihn zum ersten Autor machen, der die gegenwärtige nationale Identitätskrise in einer Art und Weise anspricht, die für diese Aufgabe überaus geeignet ist und sich damit von zeitgleichen Projekten, wie denen von Ali Smith und Amanda Craig, abhebt. In der Irish Times beendet John Boyne seine Rezension mit der Feststellung: „Millionen Wörter wurden und werden über den Brexit geschrieben, aber nur wenige treffen den Punkt, wieso er so einschneidend ist, so genau wie der Roman ‚Middle England‘.“ Eine Anzahl von Rezensenten verglichen Coes Romanfolge mit den Werken von Anthony Powell, so Ian Sansom der Powells Werk Dance to the Music of Time als das bezeichnet, was einer Beschreibung der gegenwärtigen Mittelklasse Englands am nächsten komme.
Preston wie Sam Leith haben dagegen den Eindruck, dass Coes Nähe zu Ereignissen der Gegenwart zu Schwächen der Erzählung führe, wobei ersterer bemerkt, dass das Ende einen „etwas zusammengestückelten“ Eindruck mache, wohingegen letzterer den Roman in seiner Gesamtheit in seinem Bemühen, die Lage der Nation zu beschreiben, als nicht komplett gelungen bewertet. Manche Kritiker stellten auch in Frage, wie relevant die offenen politischen Aspekte des Romans nach dem Publikationszeitpunkt noch sein würden., wobei Leith kommentiert, dass aufgrund Coes Versuch, gegenwärtige Ereignisse zu erklären, sich „bestimmte Passagen klobig anfühlen“.
Im Hinblick auf Coes politischen Standpunkt hatte Leith das Gefühl, dass er die Rolle des großen Vaters eines Romans einnimmt, der die Leser auffordert nur mit Leuten zu sympathisieren, die für einen Verbleib Großbritanniens in der EU gestimmt haben. In seiner Besprechung für Prospect, bezeichnet Ian Sansom das Buch als „brillianten Brexitroman“, merkt aber an, dass „jeder, der im Roman für den Brexit stimmt, als leicht oder ausdrücklich rassistisch oder zumindest etwas einfältig dargestellt wird“. Craig Brown, der für den The Mail on Sunday schreibt, hatte das Gefühl, dass die bei Coe wahrgenommene Voreingenommenheit den Grund für den Fehlschlag darstellt, die Widersprüche eines politischen Romans aufzulösen, da ein Roman die menschliche Komplexität darstellen solle, während Politik eher alles einfach in Schwarz und Weiß auflöse. Im Gegensatz dazu merkt Jonathan Derbyshire von der Financial Times an, dass Coes Werk trotz seines Eurozentrismus aufgrund seiner ambivalenten Umarmung des englischen Wesens interessant sei, während Allan Massie in The Scotsman den Autor für seine Sympathie für seine Protagonisten lobt, womit er anerkenne, dass „ein großer Teil des Ärgers über politische Korrektheit und die Ressentiments von Leuten, die sich in ihrem eigenen Land nicht zuhause fühlten“ nicht unberechtigt sei.
Viele Kritiker lobten die Qualität von Coes Schreibstil, den Entwurf der Handlung, die Zeichnung der Charaktere sowie seinen Humor. Leith bezeichnete ihn als „mühelos gelungen wie immer“ und pries den Humor der Handlungsdetails. Brown stellte fest, dass Coe „außerordentlich geschickt in der Gestaltung der Handlung sei und dabei große, ambitionierte Themen angehe.“ In seiner Besprechung für The Spectator empfahl Jon Day Coes „gewiefte und präzise“ Schreibweise, ebenso wie das Talent des Autors, die Übergänge zwischen den Szenen zu gestalten. Er hatte aber auch das Gefühl, dass der Autor zwar „unwiderstehliche, menschliche und lustige Romane“ schreibe, dass Fehlen experimenteller Elemente in seinem ansonsten gefälligen Werk die Vorurteile der Leser aber eher bestätige als herausfordere. Im Vergleich dazu hatte Mark Lawson, der für Literary Review schreibt, das Gefühl, dass sich Coe von einem eher experimentellen Modus zu einem zurückhaltenden Schreibstil mit einem Talent für Charakterzeichnungen und fesselnder Erzählung hin entwickelt habe und dass diese Transformation sich in der Szene widerspiegele, in der sich Benjamin Trotters übergroßes postmodernes Meisterwerk im Verlauf des Überarbeitungsprozesses für die Veröffentlichung in einen konventionellen Roman verwandelt, der in Folge für den Booker Prize nominiert wird.

Auch die deutschsprachige Presse hat inzwischen den Brexit als literarische Gattung entdeckt. In ihrem Artikel vom 11. Februar 2019 in der Neuen Zürcher Zeitung gibt Marion Löhndorf einen Überblick über die hierzu entstandene Literatur. Über Middle England heißt es in ihrem Beitrag, dass hier politische Ereignisse mit Beziehungsgeschichten über Mittelklasse-Menschen aus den Midlands verwebt werden.

## Auszeichnungen
- 2019: Costa Book Award (Roman)[15]

## Ausgaben
- Middle England. Viking Press, gebundene Ausgabe, Erscheinungsdatum 8. November 2018, ISBN 978-0-241-30946-9.
- Middle England. Viking Press, Taschenbuch-Ausgabe, Erscheinungsdatum 8. November 2018, ISBN 978-0-241-30947-6.
- Middle England. Viking Press, E-Book, Erscheinungsdatum 8. November 2018, ISBN 978-0-241-98132-0.
- Middle England. Penguin, Kindle, Erscheinungsdatum 8. November 2018
- Middle England. Viking Press, Hörbuch, Erscheinungsdatum 8. November 2018, ISBN 978-0-241-98154-2.

### Übersetzungen
- Italienisch: Middle England. Übers. Maria Giulia Castagnone. Feltrinelli Travelers, Taschenbuch, Erscheinungsdatum 15. November 2018, ISBN 978-88-07-03319-3.
- Italienisch: Middle England. Übers. Maria Giulia Castagnone. Feltrinelli Editore, E-Book, Erscheinungsdatum 15. November 2018
- Italienisch: Middle England. Übers. Maria Giulia Castagnone. Kindle-Ausgabe, Erscheinungsdatum 15. November 2018
- Französisch: Le Cœur de l'Angleterre. Übers. Josée Kamoun. Éditions Gallimard, 2019, ISBN 978-2-07-282952-9.
- Niederländisch: Klein Engeland. Übers. Otto Biersma und Petra van der Erden, Bezige Bij, Taschenbuch, Erscheinungsdatum 21. März 2019, ISBN 978-94-031-4900-4.
- Deutsch: Middle England. Roman. Übers. Cathrine Hornung und Dieter Fuchs. Folio Verlag, Erscheinungstermin 11. Februar 2020, ISBN 978-3-85256-801-0 (Hardcover), ISBN 978-3-99037-101-5 (E-Book)